# Lista de ferrovias do Japão

## Japan Railways
- Central Japan Railway Company (東海旅客鉄道 JR Central)
- East Japan Railway Company (東日本旅客鉄道 JR East)
- Hokkaido Railway Company (北海道旅客鉄道 JR Hokkaido)
- Kyushu Railway Company (九州旅客鉄道 JR Kyushu)
- Shikoku Railway Company (四国旅客鉄道 JR Shikoku)
- West Japan Railway Company (西日本旅客鉄道 JR West)
- Japan Freight Railway Company (日本貨物鉄道 JR Freight)

## Maiores ferrovias privadas

### Kanto
- Keihin Electric Express Railway 京浜急行電鉄 (京急 Keikyu)
- Keio Electric Railway 京王電鉄
- Keisei Electric Railway 京成電気鉄道
- Odakyu Electric Railway 小田急電鉄
- Sagami Railway 相模鉄道 (相鉄 Sotetsu)
- Seibu Railway 西武鉄道
- Tobu Railway 東武鉄道
- Tokyo Metro 東京地下鉄
- Tokyo Kyuko Electric Railway ou Tokyu Corporation 東京急行電鉄 (東急 Tokyu)

### Chubu
- Nagoya Tetsudo 名古屋鉄道 (名鉄 Meitetsu)

### Kansai
- Kintetsu Corporation 近畿日本鉄道 (近鉄 Kinki Nippon Railway)
- Hankyu Railway 阪急電鉄
- Hanshin Electric Railway 阪神電気鉄道
- Keihan Electric Railway 京阪電気鉄道
- Nankai Electric Railway 南海電気鉄道

### Kyushu
- Nishi-Nippon Railroad 西日本鉄道 (西鉄 Nishitetsu)

## Outras ferrovias privadas

### Tōhoku
- Aomori
  - Konan Railway 弘南鉄道
  - Towada Sightseeing Electric Railway 十和田観光電鉄
  - Tsugaru Railway 津軽鉄道
- Fukushima
  - Fukushima Transport 福島交通

### Kanto
- Ibaraki
  - Ibaraki Transport 茨城交通
  - Kantō Railway 関東鉄道
  - Kashima Railway 鹿島鉄道
- Gunma
  - Jomo Electric Railway 上毛電気鉄道
  - Joshin Electric Railway 上信電鉄
- Saitama
  - Chichibu Railway 秩父鉄道
- Chiba
  - Choshi Electric Railway 銚子電気鉄道
  - Shin-Keisei Electric Railway 新京成電鉄
  - Kominato Railway 小湊鉄道
  - Sohbu Nagareyama Electric Railway 総武流山電鉄
- Kanagawa
  - Hakone Tozan Railway 箱根登山鉄道
  - Izu Hakone Railway (Daiyuzan Line) 伊豆箱根鉄道 (大雄山線)

### Chubu
- Yamanashi
  - Fuji Express 富士急行
- Toyama
  - Toyama Regional Railway 富山地方鉄道
  - Kurobe Gorge Railway 黒部峡谷鉄道
- Ishikawa
  - Hokuriku Railway 北陸鉄道
- Shizuoka
  - Enshu Railway 遠州鉄道
  - Izu Express 伊豆急行
  - Izu Hakone Railway (Linha Sunzu) 伊豆箱根鉄道 (駿豆線)
  - Shizuoka Railway 静岡鉄道
  - Oigawa Railway 大井川鐵道
- Nagano
  - Ueda Transport 上田交通
  - Matsumoto Electric Railway 松本電気鉄道
  - Nagano Electric Railway 長野電気鉄道
- Aichi
  - Tokai Transport Service 東海交通事業
  - Toyohashi Tetsudo 豊橋鉄道
- Mie
  - Sangi Railway 三岐鉄道

### Kansai
- Shiga
  - Ohmi Railway 近江鉄道
- Kyoto
  - Eizan Electric Railway 叡山電鉄
  - Keifuku Electric Railway 京福電気鉄道
  - Sagano Sightseeing Railway 嵯峨野観光鉄道
- Osaka
  - Mizuma Railway 水間鉄道
  - Nose Electric Railway 能勢電気鉄道
- Hyogo
  - Hokushin Kyuko Electric Railway 北神急行電鉄
  - Kobe Electric Railway 神戸電気鉄道
  - Sanyo Electric Railway 山陽電気鉄道
- Wakayama
  - Kishu Railway 紀州鉄道

### Chugoku
- Shimane
  - Ichibata Electric Railway 一畑電気鉄道

### Shikoku
- Kagawa
  - Takamatsu Kotohira Electric Railway 高松琴平電気鉄道
- Ehime
  - Iyo Railway 伊予鉄道

### Kyushu
- Kumamoto
  - Kumamoto Electric Railway 熊本電気鉄道
- Nagasaki
  - Shimabara Railway 島原鉄道

## Ferrovias do terceiro setor
- Abukuma Express
- Aichi Circulate Railway
- Aizu Railway
- Akechi Railway
- Akita Nairiku Jukan Railway
- Amagi Railway
- Asa Kaigan Railway
- Blue Forest Railway
- Chizu Express
- Echizen Railway
- Heisei Chikuho Railway
- Hisatsu Orange Railway
- Hōjō Railway
- Hokkaidō Chihoku Highland Railway
- Hokuetsu Express
- Hokuso Railway
- IGR Iwate Galaxy Railway
- Ihara Railway
- Ise Railway
- Isumi Railway
- Kamioka Railway
- Kashima Seaside Railway
- Kita Kinki Tango Railway
- Kita Osaka Kyuko Railway
- Kobe Rapid Railway
- Kumagawa Railway
- Kurihara Den'en Railway
- Matsuura Railway
- Metropolitan Intercity Railway Company (Tsukuba Express)
- Miki Railway
- Minami Aso Railway
- Mizushima Seaside Railway
- Moka Railway
- Nagaragawa Railway
- Nagoya Seaside Rapid Railway (Linha Aonami)
- Nishikigawa Railway
- Noto Railway
- Sanriku Railway
- Senboku Rapid Railway
- Shibayama Railway
- Shigaraki Kougen Railway
- Shinano Railway
- Takachiho Railway
- Tarumi Railway
- Tenryū Hamanako Railway
- Tosa Kuroshio Railway
- Toyo Rapid Railway
- Yagan Railway
- Yamagata Railway
- Yokohama Minato Mirai Railway (Linha Kodomonokuni)
- Yuri Highland Railway
- Wakasa Railway
- Watarase Valley Railway